# Équipe du Liechtenstein de curling
L'équipe du Liechtenstein de curling est la sélection qui représente le Liechtenstein dans les compétitions internationales de curling.
En 2017, l'équipe nationale n'est plus classé.

## Historique
Le curling est pratiqué à Vaduz.
La fédération est affiliée auprès de la Fédération mondiale de curling en 1991 et participe l'année suivante au championnat d'Europe à Perth. Elle est mise en sommeil jusqu'en 2016, date à laquelle le club de Vaduz est reformé.

## Palmarès et résultats

### Palmarès masculin
Titres, trophées et places d'honneur
- Championnats du monde Hommes : aucune participation
- Championnats d'Europe Hommes : 1 participation en 1992 (3e du groupe B1)

### Palmarès féminin
Titres, trophées et places d'honneur
- Championnats du monde Femmes : aucune participation
- Championnats d'Europe Femmes : aucune participation

### Palmarès mixte
Titres, trophées et places d'honneur
- Championnat du Monde Doubles Mixte : aucune participation